# دوقوره
دوقوره (به لاتین: Dugure) یک منطقهٔ مسکونی در عراق است که در شهرستان سنجار واقع شده‌است. دوقوره ۲۳٬۴۳۹ نفر جمعیت دارد.